# Rideau (métro léger d'Ottawa)
Pour les articles homonymes, voir Rideau (homonymie).
Rideau est une station de train léger située à Ottawa, Ontario (Canada). Elle est située sur la ligne 1 du réseau O-Train.

## Emplacement
La station de métro se trouve sous la rue Rideau, entre la promenade Sussex et la rue Nicholas, au centre-ville d'Ottawa. 
La station est localisée à même le Centre Rideau, près du marché By, de l'édifice du Sénat du Canada, du centre des congrès Centre Shaw (en), du Centre national des arts et de nombreux hôtels. On retrouve également à proximité de la station le canal Rideau, l'ambassade des États-Unis au Canada, le parc de la Confédération et le musée des beaux-arts du Canada,,. 
Elle dessert l'est du centre-ville et les quartiers Basse-Ville et Côte-de-Sable.       

## Aménagement

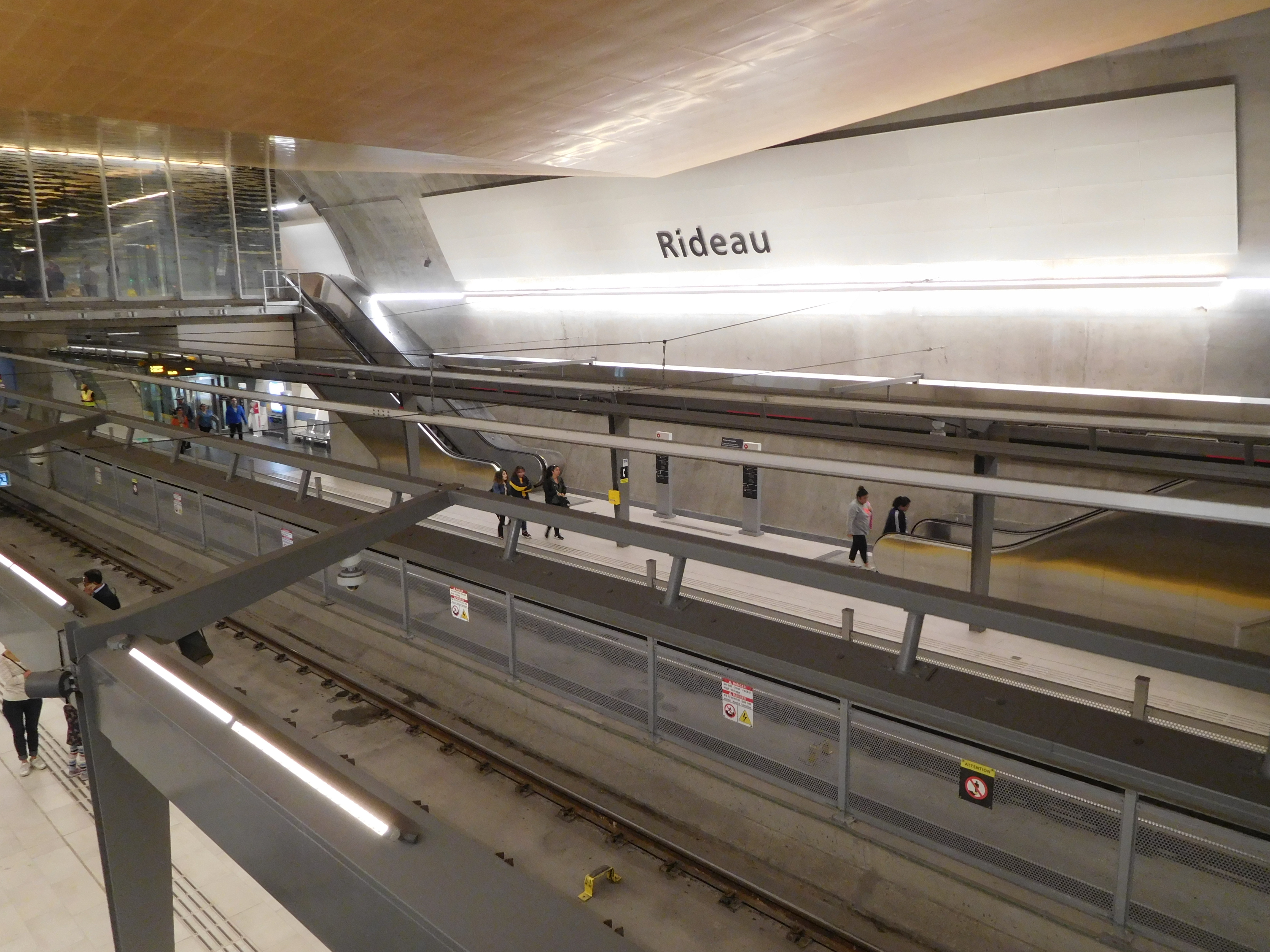
Un grand volume sépare les mezzanines aménagées au dessus des extrémités est et ouest des quais.

La station, la plus profonde du réseau, est dotée de quais latéraux, aménagés à 26,5 m sous le niveau de la rue,.  
Deux mezzanines séparées par un grand volume sont aménagées au dessus des extrémités est et ouest des quais. Ces mezzanines contiennent chacune une salle de contrôle munie de tourniquets. Un accès direct au Centre Rideau via un niveau intermédiaire est aménagé à même la mezzanine ouest. Le niveau intermédiaire permet également de rejoindre l'édicule donnant sur l'intersection de la rue Rideau et de la promenade Sussex. Depuis la mezzanine ouest, un ascenseur permet d'accéder directement à la rue Rideau; un accès est aménagé dans la façade donnant sur cette rue, dans l'entrée du centre commercial. 
La mezzanine est reliée à un édicule de la rue William par un escalier roulant long de 35,3 m, haut de 15,8 m et comptant 181 marches, le plus long dans un système transport collectif au Canada. Cet édicule, aménagé à même le bâtiment d'une banque, donne sur le marché By,.   
La station intègre deux œuvres d'art public. La première, FLOW / FLOTS, réalisée par Geneviève Cadieux, est composée d'un ensemble de deux verrières installées sur les mezzanines. La seconde, The shape this takes to get to that, réalisée par Jim Verburg, est un ensemble de peintures murales dans les cages des escaliers d'accès. De plus, un espace d'exposition appelé « Corridor 45 | 75 » est situé le long du couloir reliant la mezzanine ouest à l'accès au Centre Rideau.  

## Histoire

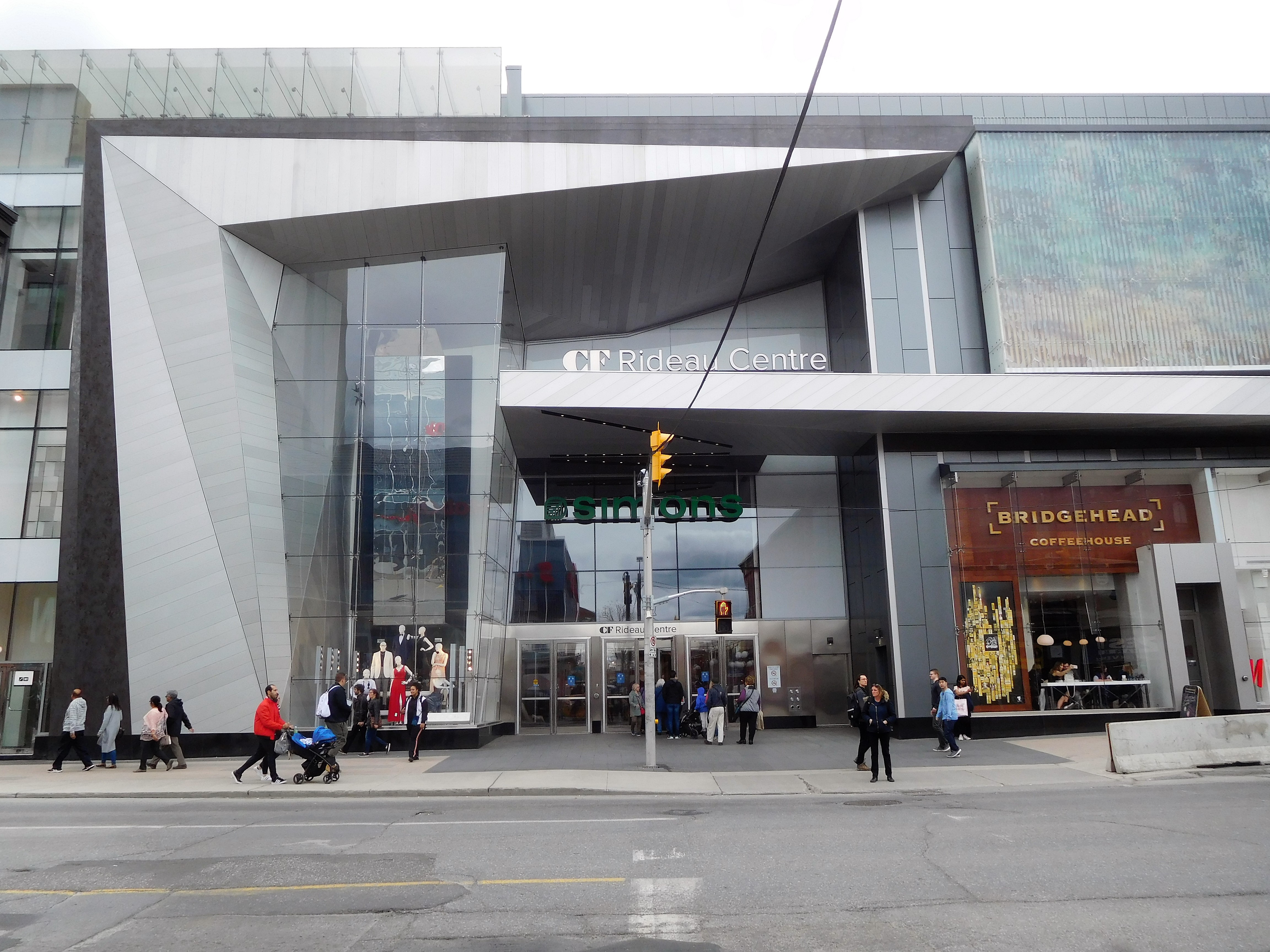
La station, originellement planifiée plus à l'ouest, est finalement construite sous le Centre Rideau.

### Emplacement
À l'origine, la station Rideau doit être construite sous le canal Rideau, avec un accès sur place de la Confédération, plus près de la colline du Parlement. Il est décidé de déménager la station vers l'est en partenariat avec Cadillac Fairview, les propriétaires du Centre Rideau, où elle desservirait plus de passagers et donnerait accès directement au marché By.

### Doline de la rue Waller
Dans la nuit du 21 au 22 février 2014, une doline se forme dans la rue Waller entre les stations Rideau et uOttawa. L'affaissement, causé par les travaux de creusage du tunnel d'O-Train retarde de quelques semaines les travaux de construction.

### Dolines de la rue Rideau
Le 8 juin 2016, à la suite de la rupture d'une conduite maîtresse d'aqueduc, une doline grande de 40 m × 28 m et profonde de 5 m se forme de manière inopinée sur la rue Rideau, à proximité de la station de métro léger en construction. La doline cause la rupture pendant plusieurs heures d'un gazoduc et de l'électricité dans le secteur, de même que la fermeture de la rue Rideau pendant six mois. Les dommages causés à la voie publique et le coût de l'intervention des services d'urgence se chiffrent à 2 000 000 $. L'excavation de la station dans des sols instables est mise en cause,. 
Une seconde doline, d'importance moindre, se forme à l'automne 2017, à quelques mètres de la première. 